# Convair

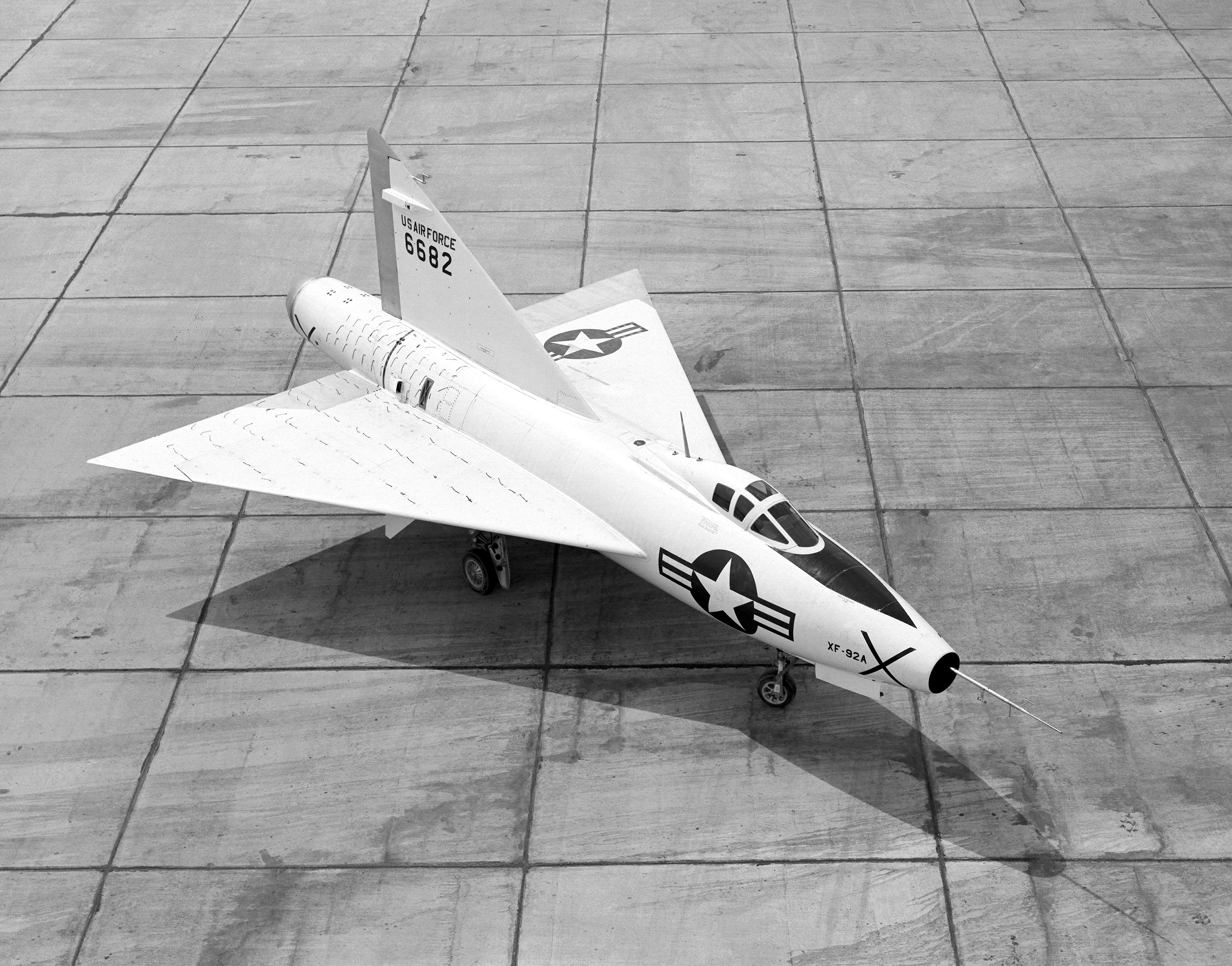
Le Convair XF-92A a été le premier avion américain à aile delta

Convair est un constructeur aéronautique américain fondé en 1941 et disparu en 1994. Moins connue que les firmes Boeing, Douglas ou Lockheed, cette entreprise implantée à San Diego en Californie a fait œuvre de pionnier dans le domaine des ailes delta aux États-Unis avant de se tourner vers la production de missiles et de lanceurs spatiaux au milieu des années 1960. Devenu une division du groupe General Dynamics en 1953, les activités de Convair sont vendues progressivement à d'autres sociétés ; en 1996, la division est officiellement dissoute.

## De Consolidated-Vultee à «Convair»
En 1940, le groupe Avco (The Aviation Corp of Delaware), propriétaire de compagnies aériennes comme Continental Airlines ou American Airlines mais aussi de constructeurs aéronautiques comme Fairchild Aircraft Ltd, décide de céder à Vultee Aircraft Corp les firmes Stinson et Barkley-Grow pour acheter l’année suivante la Consolidated Aircraft Corp. En 1943, Avco achète Vultee et fusionne les deux avionneurs pour former la Consolidated-Vultee Aircraft Corp, appellation rapidement abrégée en « ConVair ». Elle dispose alors de deux usines à San-Diego et d'une à Fort Worth au Texas assemblant des bombardiers Consolidated B-24 Liberator, des Consolidated PBY Catalina et, entre autres, entre 1944 et 1945, une centaine de Consolidated B-32 Dominator.
Passé sous le contrôle du groupe Atlas en 1947, Consolidated-Vultee Aircraft Corp est revendu en mars 1953 à General Dynamics, devenant Convair Division, General Dynamics Corp.
Après avoir poursuivi les productions de guerre lancées chez Consolidated-Vultee, en particulier la construction de l’énorme bombardier B-36 Peacemaker, Convair se lance sur des programmes technologiquement plus avancés. Premier avion à aile delta pur réalisé aux États-Unis, le Convair XF-92A ouvre la voie aux intercepteurs F-102 Delta Dagger et F-106 Delta Dart ainsi qu’au bombardier supersonique B-58 Hustler.
La division Stinson est revendue à Piper Aircraft en 1947 alors que débute la production d’une famille de bimoteurs commerciaux destinés à pourvoir à la succession du fameux DC-3. Un millier de Convair 240, 340, 440, et dérivés, seront construits, la production cessant en 1958 pour laisser la place aux premiers avions commerciaux à réaction, Convair 880 puis Convair 990 Coronado.
En attendant la sortie de ces derniers, dont la production ne débutera qu’en 1957, Convair se transforme en sous-traitant pour ses concurrents, une activité qui se révèle finalement plus rentable que la construction de ses propres productions, qui ne parviendront jamais à concurrencer les Boeing 707 et Douglas DC-8.
En mai 1965, le départ d’une partie des cadres supérieurs de Convair entraîne une réorganisation du groupe General Dynamics : les usines de Californie, autour de San Diego, sont chargées de produire missiles et lanceurs spatiaux, tandis que la production aéronautique est regroupée à l’usine de Fort Worth, au Texas. Or, à Fort Worth, on s’intéresse principalement au programme TFX, mené en collaboration avec Grumman. Le prototype du F-111 prend l’air en décembre 1964. La production d’avions Convair cesse donc complètement en 1965, une nouvelle réorganisation confiant définitivement à l’usine de Fort Worth la production des futurs avions du groupe.

## Spécialiste des missiles balistiques

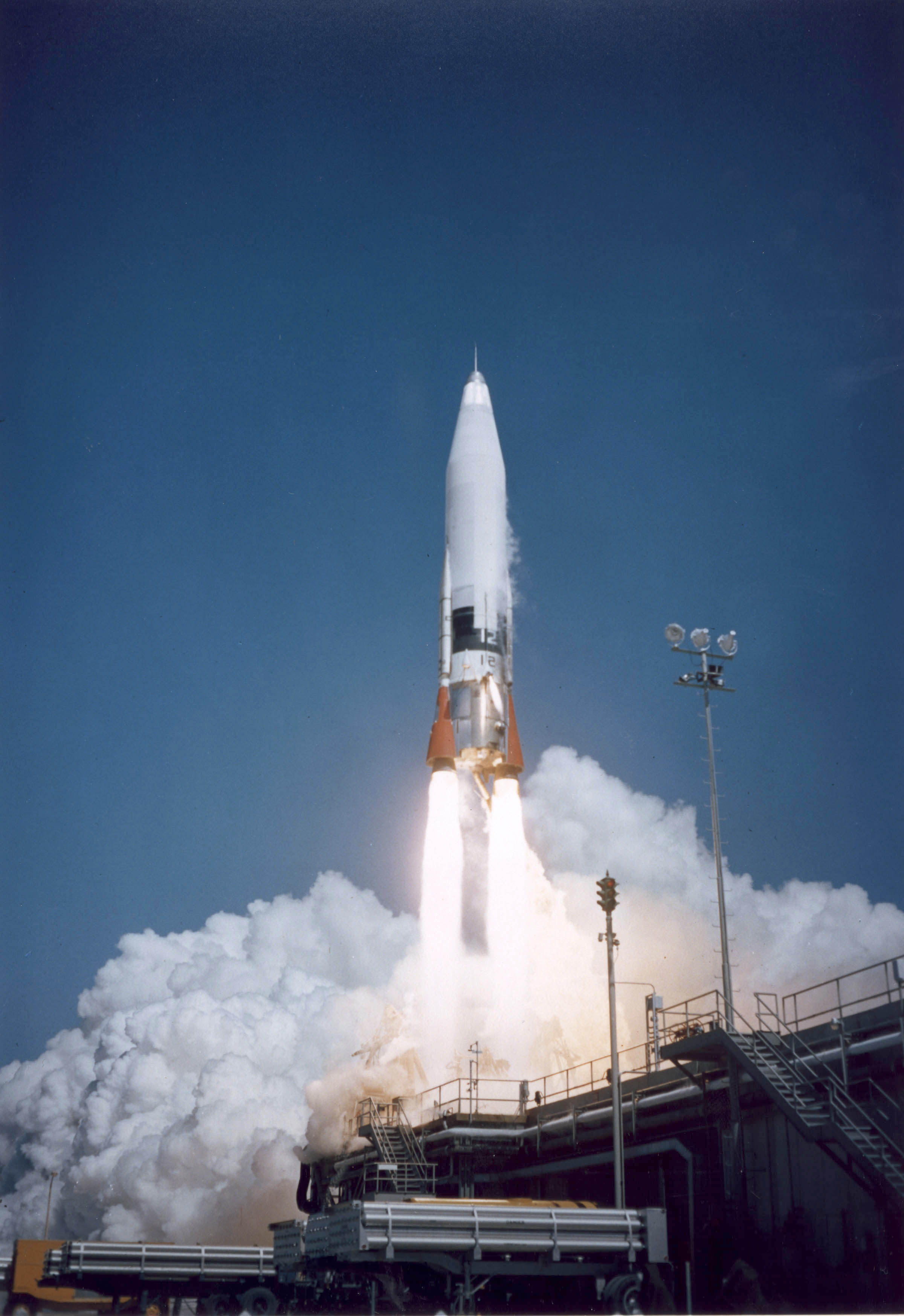
Missile Atlas lancé depuis la base de lancement de Cap Canaveral en 1958.

En 1946, Consolidated Vultee avait obtenu de l’US Army Air Force un contrat de développement pour un missile balistique intercontinental (ICBM). Désigné RTV-A-2 Hiroc (en), ce premier missile est progressivement développé pour donner naissance dix ans plus tard aux premiers missiles intercontinentaux SM-65 Atlas. Ce missile sera rapidement dépassé par les Titan II et LGM-30 Minuteman, mais Convair prend soin, dès le début du programme, de produire un propulseur spatial fiable. C’est d'ailleurs un lanceur Atlas LV-IIIB qui permettra à John Glenn d’effectuer le premier vol orbital américain le 20 février 1962 et la première génération des satellites du système GPS sera mise en orbite au moyen de lanceurs Atlas F.
Convair fera également une incursion dans le domaine des tubes cathodiques et de petits systèmes électroniques.

## L’héritage Convair
Au début des années 1990, après le décès de Henry Crown, principal actionnaire depuis près de 40 ans, General Dynamics décide la revente d’une partie de ses activités. Ainsi le département missiles est cédé à General Motors-Hughes en mai 1992 pour 450 millions de $, et le département des lanceurs spatiaux est vendu à Martin Marietta en 1994. La division structures aéronautiques sera transféré à McDonnell Douglas également en 1994 et les droits de production et la propriété intellectuelle seront vendus à Lockheed Corporation. En 1996, la Division Convair est finalement dissoute.

## Réalisations

### Aéronefs
- Vultee XA-41 (1944)
- Convair XB-53 (1945)
- Convair B-36 Peacemaker (1946)
- Stinson 108 (1946)
- Convair 240 (1947)
  - Convair 340
  - Convair 440 Metropolitan
  - Convair C-131 Samaritan et Convair R4Y Samaritan
  - Convair T-29
  - Convair 540
- Convair XB-46 (1947)
- Convair XC-99 (1947)
- Convair XF-92 (1948)
- Convair R3Y Tradewind (1950)
- Convair X-6 (1951)
- Convair YB-60 (1952)
- Convair F-102 Delta Dagger (1953)
- Convair F2Y Sea Dart (1953)
- Convair XFY Pogo (1954)
- Convair B-58 Hustler (1956)
- Convair F-106 Delta Dart (1956)
- Convair 880 (1959)
- Convair Kingfish (en) (1959) projet
- Convair 990 (1961)

note : les Convair 540/580/600/640/5800 et le CC-109 Cosmopolitan ne sont pas des productions originales, mais des conversions.

### Missiles et lanceurs spatiaux
- MX-774 (en) (1948)
- RIM-2 Terrier (1951)
- XGAM-71 Buck Duck (en) (1955)
- Pye Wacket (1957)
- Convair X-11 (1957)
- Convair X-12 (1958)
- SM-65 Atlas (1957)
- FIM-43 Redeye (1960)
- Atlas
- Centaur

### Projets
- Convair P6Y (1955)
- General Dynamics/Convair 148 Charger (en) (1964)
- Convair Model 49 (1967)